# Provinciaal gerechtshof in Friesland

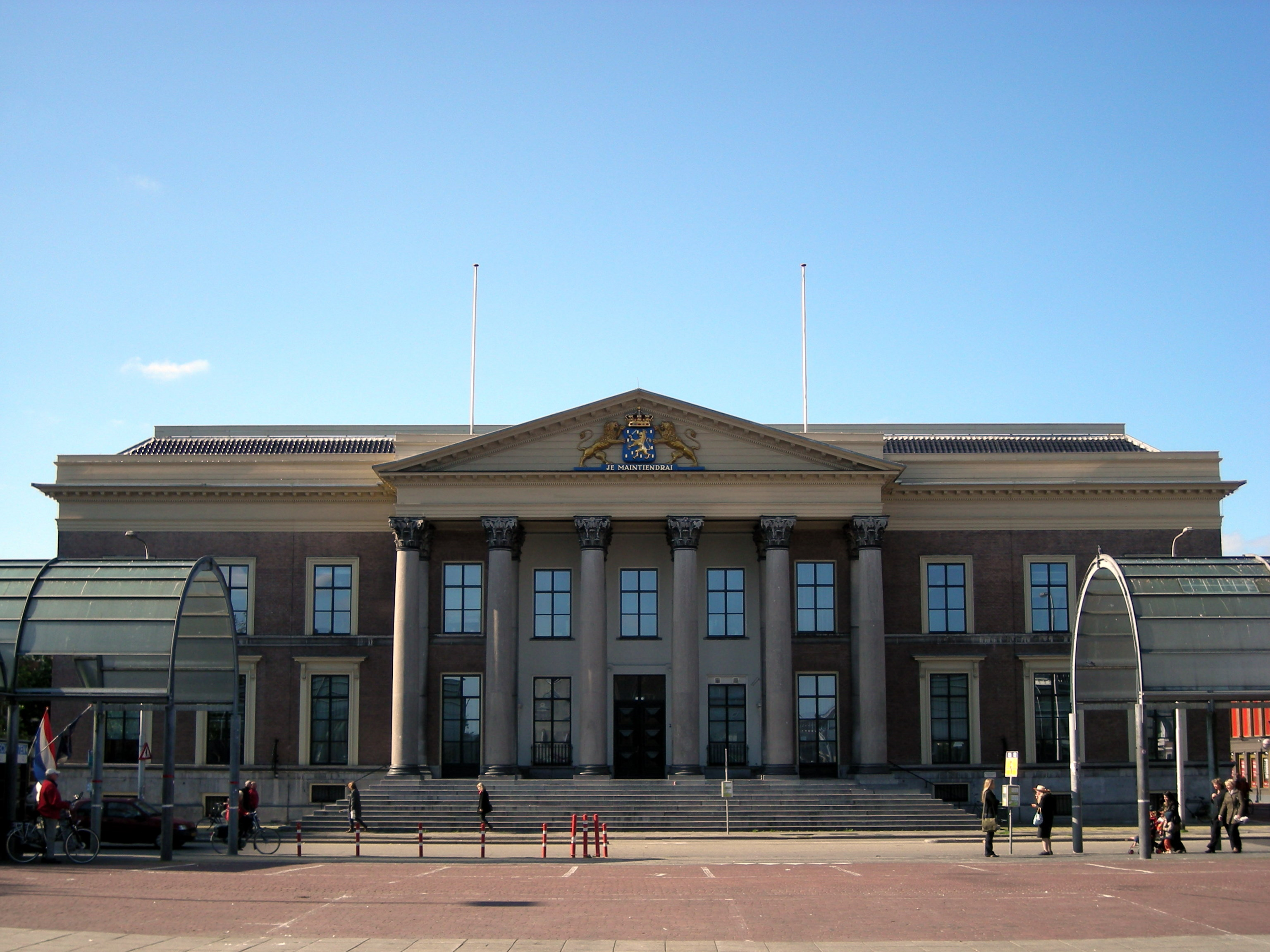
Het provinciaal gerechtshof was gevestigd in het Paleis van Justitie aan het Zaailand

Het provinciaal gerechtshof in Friesland was van 1838 tot 1876 een van de provinciale hoven in Nederland. Het hof had vanaf 1851 zijn zetel in het Paleis van Justitie aan het Zaailand in de stad Leeuwarden. Het rechtsgebied van het hof kwam overeen met de provincie Friesland en was verdeeld in drie arrondissementen: Leeuwarden, Sneek en Heerenveen en veertien kantons.
Toen in 1876 de provinciale hoven werden opgeheven verloor ook Friesland zijn eigen provinciale hof, maar werd Leeuwarden wel de zetel voor het noordelijke gerechtshof. 